# Zweier mit Steuermann
Der Zweier mit Steuermann (Abkürzung 2+) ist eine Bootsklasse im Rudersport. Im Boot sitzen zwei Ruderer, die mit jeweils einem Riemen das Boot antreiben und ein Steuermann. Die Bootsklasse wird auch verkürzt als Zweier-mit oder etwas spöttisch als „Wassertaxi“ bezeichnet. Seit der Streichung des Zweier-mit der Männer aus dem olympischen Programm nach 1992 geht die Bedeutung der Bootsklasse stark zurück.
Der Zweier mit ist technisch ähnlich anspruchsvoll zu rudern wie der Zweier ohne Steuermann. Das liegt vor allem an der Schwierigkeit, das Gleichgewicht zu halten: Ruderboote werden durch die Ruder im Gleichgewicht gehalten. Im Zweier-mit ist jeder Ruderer allein für eine Seite verantwortlich und muss daher gut mit seinem Partner harmonieren. Außerdem müssen beide Ruderer den Schlagverlauf genau abstimmen, da das Boot sonst nicht geradeaus fährt. Dieses Problem ist jedoch schwächer ausgeprägt als beim Zweier ohne, da der Steuermann kleinere Unregelmäßigkeiten ausgleichen kann.

## Beschreibung
Die Ruderer im (unbeschränkten) Zweier mit Steuermann müssen kein Gewichtslimit einhalten, und als Leichtgewichts-Variante spielte die Bootsklasse nie eine Rolle. Auch für Frauen war der Zweier-mit nie Teil des internationalen Regattaprogramms. Die klassische Wettkampfstrecke im Zweier mit Steuermann entspricht der olympischen Distanz von 2000 m.
Material und Konstruktion des Bootes gleichen denen typischer Rennruderboote. Das Boot ist etwa 10 Meter lang, etwa 37 cm an der Wasserlinie breit und wiegt mindestens 32 kg. Auf jeder Seite des Bootes ist ein Ausleger am Boot angebaut. Der Steuermann ist bei modernen Ausführungen der Bootsklasse aus Gründen der optimalen Gewichtsverteilung üblicherweise vorn liegend positioniert.
Neben der hier beschriebenen Bootsklasse existieren zudem aus der Gattung der Zweier im Allgemeinen der Zweier ohne Steuermann (2-) und der Doppelzweier (2x). Der Zweier-ohne ist wie der Zweier-mit eine Riemenbootsklasse, als solcher wegen der Abwesenheit des Steuermannes etwas schneller und weitaus bedeutender als der Zweier-mit. Der Doppelzweier ist ein Skullboot ohne Steuermann die schnellste Klasse aus der Gattung der Zweier.
Im Freizeit- und Wanderrudern gibt es den Zweier als Skull-Gigboot mit oder ohne Steuermann, der im Heck liegende Steuerplatz des Zweiers "mit" kann häufig umgebaut werden, so dass sich einen Dreier "ohne" ergibt.

## Bedeutung
Der Zweier-mit der Männer war 1900 und von 1920 bis 1992 Teil der olympischen Ruderregatta und in der Zeit eine beliebte und bedeutende Bootsklasse. Im Zuge der Einführung von Leichtgewichts-Bootsklassen wurde der Zweier mit Steuermann gestrichen und seitdem auch bei Ruder-Weltmeisterschaften seltener gemeldet. Es wurden bei den Weltmeisterschaften vorwiegend Athleten gemeldet, die nicht den Sprung in die olympischen Bootsklassen Zweier-ohne, Vierer-ohne oder Achter geschafft haben oder aus dem Nachwuchsbereich kommen. Nachdem im Jahr 2009 der Vierer mit Steuermann aus dem Programm der Ruder-Weltmeisterschaften gestrichen wurde, wurde der Zweier mit wieder etwas beliebter. Nach den Weltmeisterschaften 2017 strich die Mitgliederversammlung des Weltruderverbandes die Klasse aus dem Programm, das im Zuge der Geschlechtergleichheit der Wettbewerbsklassen umgestaltet wurde.